# Lake Village (Arkansas)
Lake Village – miasto w Stanach Zjednoczonych, w stanie Arkansas, siedziba administracyjna hrabstwa Chicot.